# Waitrose
Waitrose & Partners (formelt Waitrose Limited) er en britisk supermarkedskæde. Den blev etableret i 1904 som Waite, Rose & Taylor, senere forkortet til Waitrose. I 1937 blev virksomheden opkøbt af John Lewis Partnership, som fortsat er ejer. Hovedkvarteret er i Bracknell og Victoria, England.
Waitrose & Partners har i alt 332 supermarkeder i Storbritannien.